# Линд
Линд (на английски: Lind) е град в окръг Адамс, щата Вашингтон, САЩ. Линд е с население от 582 жители (2000) и обща площ от 2,7 km². Намира се на 417 m надморска височина. ЗИП кодът му е 99341, а телефонният му код е 509.